# روبرتو إستيبان تشافيز
روبرتو إستيبان تشافيز (بالإنجليزية: Roberto Esteban Chavez)‏ هو فنان أمريكي، ولد في 1932.